# Alan Hopper
Alan Hopper (sinh ngày 17 tháng 7 năm 1937) là một cựu cầu thủ bóng đá người Anh từng thi đấu ở vị trí hậu vệ phải.

## Sự nghiệp
Sinh ra ở Newcastle, Hopper thi đấu cho Newcastle United, South Shields, Barnsley và Bradford City.